# Warstwa zaporowa
Warstwa zaporowa – wskutek dyfuzyjnego przepływu elektronów (i dziur) w obszarze granicznym warstwy N/P pozostają nieskompensowane ładunki dodatnie nieruchomych centrów donorowych/akceptorowych. W obszarze granicznym warstw P, N powstaje zatem warstwa dipolowa ładunku, wytwarzająca pole elektryczne przeciwdziałające dyfuzji nośników większościowych. Tę warstwę dipolową nazywa się warstwą zaporową lub warstwą ładunku przestrzennego.